# Boiga
Genre
Boiga est un genre de serpents de la famille des Colubridae. Les 34 espèces regroupées dans ce genre sont communément appelées boïga ou serpent-chat.
Ce sont des couleuvres à mode de vie le plus souvent arboricole qui vivent principalement dans les forêts tropicales.

## Répartition
Les espèces de ce genre se rencontrent en Asie et en Australie.

## Description
Les Boiga sont des serpents très élancés avec une très longue queue. Leur corps est plus ou moins aplati latéralement selon les espèces, indice de leur mode de vie arboricole. Leur cou est très étroit, rendant la tête fortement distincte du corps. Leurs yeux sont assez grands à très grands et leurs pupilles sont verticales, comme les yeux d'un chat. Ce dernier point les distingue de la plupart des autres colubridés asiatiques.

## Venimosité
Ce sont des couleuvres venimeuses avec une dentition opisthoglyphe, mais leur morsure est généralement bénigne. Jusqu'à présent, aucun cas de décès par envenimation de Boiga n'a été enregistrée. Elles sont donc généralement considérées comme peu ou pas dangereuses pour l'homme. Cependant, comme tous les serpents venimeux, elles sont classées comme dangereuses du point de vue de la législation française sur la détention des espèces en captivité
Les espèces de ce genre possèdent des glandes de Duvernoy qui produisent un liquide dont la composition se situe entre le venin et la salive. Le stockage des sécrétions dans les glandes est très réduit et aucun muscle n'est directement associé à ces glandes. Leur mode d'injection n'est pas très efficace. Malgré tout, les activités enzymatiques de ces sécrétions sont multiples (immobilisation de la proie, aide à la digestion...).
Certains auteurs considèrent cependant que les espèces du genre Boiga possèdent non pas des glandes de Duvernoy mais de réelles glandes venimeuses, qui toutefois ne présentent pas les caractères évolués observés chez les serpents venimeux au sens strict du terme (absence de tissus de stockage de venin et de muscles aidant à l'« injection » proprement dite).
Le venin des boigas présente une activité phospholipasique importante (les phospholipases sont des enzymes agissant sur les phospholipides, constituants essentiels des membranes) et d'autres activités enzymatiques peu ou moyennement dangereuses. Par ailleurs, pour l'espèce Boiga dendrophila, ce venin a également une activité hémorragique.

## Liste des espèces
Selon The Reptile Database (31 juillet 2013) :
- Boiga andamanensis (Wall, 1909)
- Boiga angulata (Peters, 1861)
- Boiga barnesii (Günther, 1869)
- Boiga beddomei (Wall, 1909)
- Boiga bengkuluensis Orlov, Kudryavtzev, Ryabov & Shumakov, 2003
- Boiga bourreti Tillack, Ziegler & Khac Quyet, 2004
- Boiga ceylonensis (Günther, 1858)
- Boiga cyanea (Duméril, Bibron & Duméril, 1854)
- Boiga cynodon (Boie, 1827)
- Boiga dendrophila (Boie, 1827)
- Boiga dightoni (Boulenger, 1894)
- Boiga drapiezii (Boie, 1827)
- Boiga flaviviridis Vogel & Ganesh, 2013
- Boiga forsteni (Duméril, Bibron & Duméril, 1854)
- Boiga gokool (Gray, 1835)
- Boiga guangxiensis Wen, 1998
- Boiga hoeseli Ramadhan, Iskandar & Subasri, 2010
- Boiga irregularis (Bechstein, 1802)
- Boiga jaspidea (Duméril, Bibron & Duméril, 1854)
- Boiga kraepelini Stejneger, 1902
- Boiga multifasciata (Blyth, 1861)
- Boiga multomaculata (Boie, 1827)
- Boiga nigriceps (Günther, 1863)
- Boiga nuchalis (Günther, 1875)
- Boiga ochracea (Günther, 1868)
- Boiga philippina (Peters, 1867)
- Boiga quincunciata (Wall, 1908)
- Boiga saengsomi Nutaphand, 1985
- Boiga schultzei Taylor, 1923
- Boiga siamensis Nutaphand, 1971
- Boiga tanahjampeana Orlov & Ryabov, 2002
- Boiga thackerayi Giri, Deepak, Captain, Pawar & Tillack, 2019
- Boiga trigonata (Schneider, 1802)
- Boiga wallachi Das, 1998
- Boiga westermanni (Reinhardt, 1863)

## Publication originale
- Fitzinger, 1826 : Neue classification der reptilien nach ihren natürlichen verwandtschaften. Nebst einer verwandtschafts-tafel und einem verzeichnisse der reptilien-sammlung des K. K. zoologischen museum's zu Wien, p. 1-67 (texte intégral).